# Vectrix VX-1
Der Vectrix VX-1 ist ein Elektromotorroller der Vectrix Corporation, welcher in Polen von 2007 bis 2014 montiert wurde.
Der Roller besitzt einen bürstenlosen permanenterregten Gleichstrommotor mit integriertem Planetengetriebe im Hinterrad. Zum Rangieren ist ein Rückwärtsgang mit niedriger Geschwindigkeit vorhanden. Der Roller besitzt unter dem Sitz einen abschließbaren 40l-Stauraum, der auch zur Helmaufbewahrung genutzt werden kann, sowie ein 6l Handschuhfach. Optional kann ein 46l-Topcase montiert werden. Durch seine Spezifikation darf er in Deutschland mit dem Führerschein Klasse A, A1 oder B (Klasse 3 vor dem 1. April 1980) im öffentlichen Straßenverkehr gefahren werden.
Die elektronische Leistungssteuerung erlaubt regeneratives Bremsen. Die Reichweite der Ursprungsversion mit NiMH-Akkumulator und 3,7 kWh Nennkapazität beträgt je nach Fahrweise zwischen 50 und 80 Kilometer, bei den aktuellen Modellen bis 120 km. Die Betriebsspannung der Traktionsbatterie beträgt 125 Volt. Das Fahrzeug kann mit dem eingebauten Batterieladegerät sowohl am 110 Volt- als auch am 230 Volt-Wechselstromanschluss aufgeladen werden. Eine Aufladung auf 80 Prozent dauert etwa 2,5 bzw. 4 Stunden.
Der Vectrix VX-1 wurde im Rahmen des Zero Race, das im August 2010 startete eingesetzt. Ziel war eine Weltumrundung mit Elektrofahrzeugen über eine Distanz von 28000 Kilometern.
Seit 2012 war das überarbeitete Modell Vectrix VX-1 Li im Angebot, die Version mit NiMh-Batterie wurde nicht mehr angeboten. Durch die neue Batterietechnologie auf Lithium-Eisenphosphat-Basis wird der Roller bei gleicher Batteriekapazität 30 kg leichter, was die Fahrleistungen weiter verbessert. Als Spitzenmodell wird nun der Vectrix VX-1 Li+ angeboten, der mit einem vergrößerten Akku von 5,4 kWh immer noch 22 kg leichter ist als das Ursprungsmodell. Der Vectrix Li+ ermöglicht Fahrten von 80–120 km mit einer Akkuladung.

## Technische Angaben
- Motorleistung 4 kW Dauer-, 20,2 kW kurzzeitige Spitzenleistung
- Höchstgeschwindigkeit 110 km/h
- Bereifung vorn: 120/70-14
- Bereifung hinten: 140/60-13
- Radstand: 1525 mm
- Leergewicht: 231 kg (NiMh)
- Zuladung: 195 kg